# Erwin de Steinbach
Pour l’article homonyme, voir Steinbach.
Erwin de Steinbach (1244 - 17 janvier 1318, Strasbourg) est un architecte allemand, considéré comme l'un des maîtres d'œuvre de la cathédrale Notre-Dame de Strasbourg.

## Patronyme
Bien qu'Erwin soit couramment dit « de Steinbach (de) », les documents qui lui sont contemporains, par exemple sa propre épitaphe, le nomment simplement « Erwin »,  ou dans quelques cas « maître Erwin ».
Le qualificatif d’origine « de Steinbach » semble être apparu dans une épigramme disparue, qui aurait été peinte sur le portail central et dont le contenu aurait été « l’an du Seigneur 1277, en la fête de saint Urbain, cette œuvre glorieuse fut commencée par maître Erwin de Steinbach ». Cette épigramme est mentionnée pour la première fois par Jacques Wimpfeling en 1508, mais certains chercheurs comme Roland Recht ou Hans Reinhardt contestent sa réalité et considèrent qu’il s’agit d’une pure invention du XVIe siècle. Robert Will note toutefois, en croisant l’information avec des documents inédits, que l’inscription a probablement effectivement existé, mais qu’elle ne mentionnait pas à l’origine le nom du maître d’œuvre, qui serait un ajout apocryphe réalisé au XVe siècle.

## Éléments factuels de la vie d’Erwin

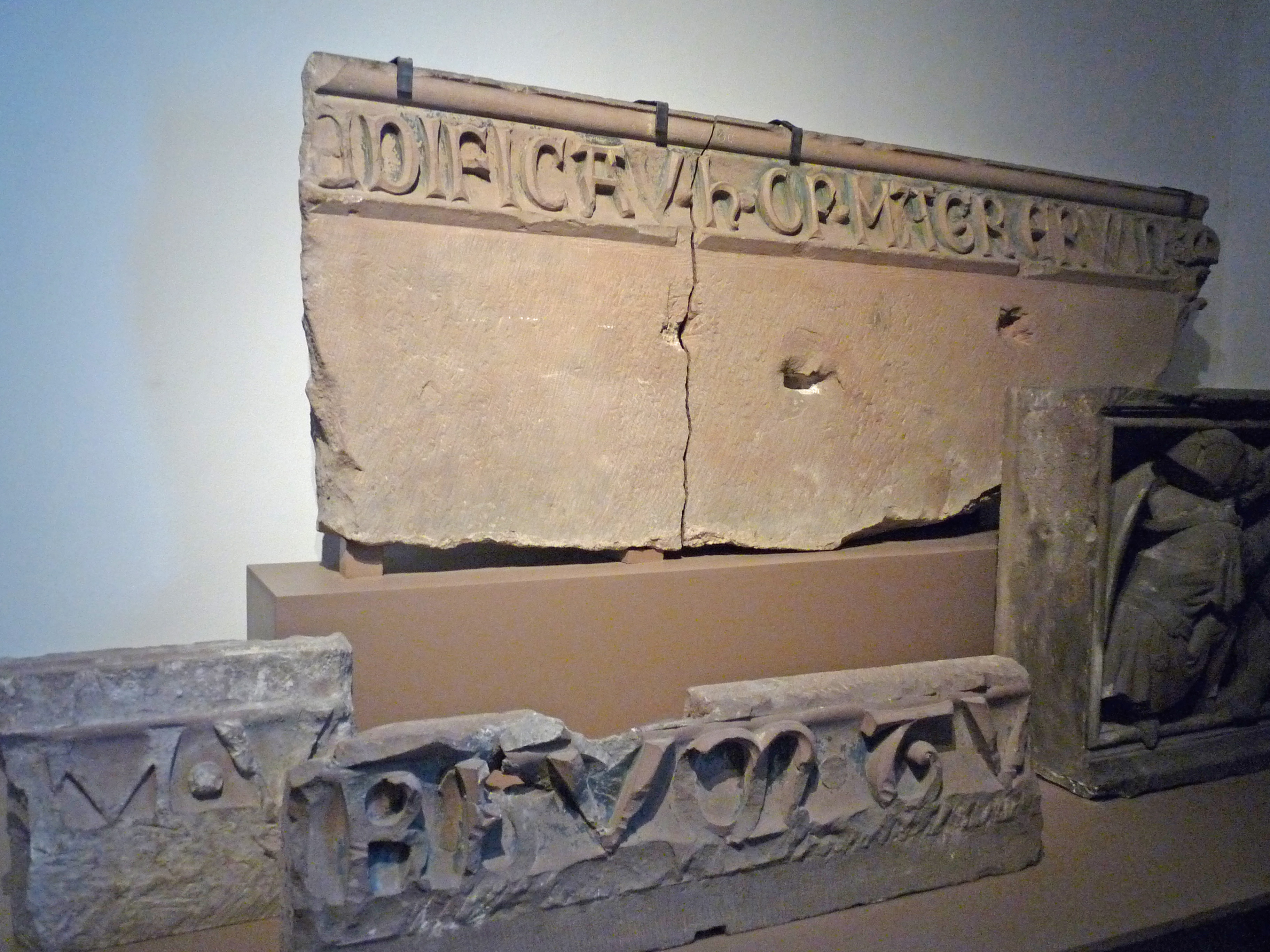
Fragments de la chapelle de la Vierge de la cathédrale mentionnant Erwin, conservés au Musée de l'Œuvre Notre-Dame.

Peu d’éléments factuels de la vie d’Erwin sont connus. Son nom apparaît pour la première fois sous la forme « meister Erwin wercmeister » en 1284 dans un contrat passé entre le maitre d’œuvre et l’Hôpital de Strasbourg pour la construction d’une maison sur un terrain appartenant à ce dernier.
Erwin meurt le 17 janvier 1318, léguant à l’Œuvre Notre-Dame son cheval, des vêtements et une armure. Son épitaphe, située sur un contrefort de la chapelle Saint-Jean de la cathédrale, indique qu’il était alors administrateur de la fabrique et procurateur. Elle précise également qu’il n’a survécu que peu de temps à sa femme, Husa, morte le 21 juillet 1316.
Erwin a eu par ailleurs au moins deux fils, qui ont tous deux également exercé le métier d’architecte. Le premier, Johannes a pris la succession de son père sur le chantier de la cathédrale jusqu’à sa mort le 18 mars 1339. Le second fils d’Erwin a été maître d’œuvre de la collégiale Saint-Florent de Niederhaslach, où il est mort le 5 décembre 1329. Enterré dans la chapelle de la Vierge de la collégiale, il est représenté sur sa pierre tombale portant les symboles de son métier, l’équerre et le compas, une inscription le désignant comme le « fils d’Erwin, ci-devant maître de l’œuvre de la cathédrale de Strasbourg ». L’usure de la dalle a conduit à la disparition presque complète de son nom, qui a toutefois pu être reconstitué par Hans Rheinhardt et Peter Buxtorf comme étant Gerlach. Étant donné son nom, il est probable également que le successeur de Johannes à la maîtrise d’œuvre de la cathédrale, Johann Gerlach, ait également été un membre de la famille d’Erwin, peut-être un de ses petits-fils.
En ce qui concerne ses œuvres, seule la construction en 1316 de la chapelle de la Vierge, aujourd’hui disparue, dans la cathédrale, peut lui être attribuée sans aucun doute, sa dédicace le désignant comme auteur. Il est toutefois certain qu’il a contribué également à la façade occidentale de la cathédrale, toutefois l’ampleur et la qualité de sa contribution sont débattues, allant de lui accorder le statut de génie auteur d’une grande partie de la façade à celui d’incapable n’ayant même pas réussi à exécuter correctement les plans de son prédécesseur.

## La légende d’Erwin de Steinbach

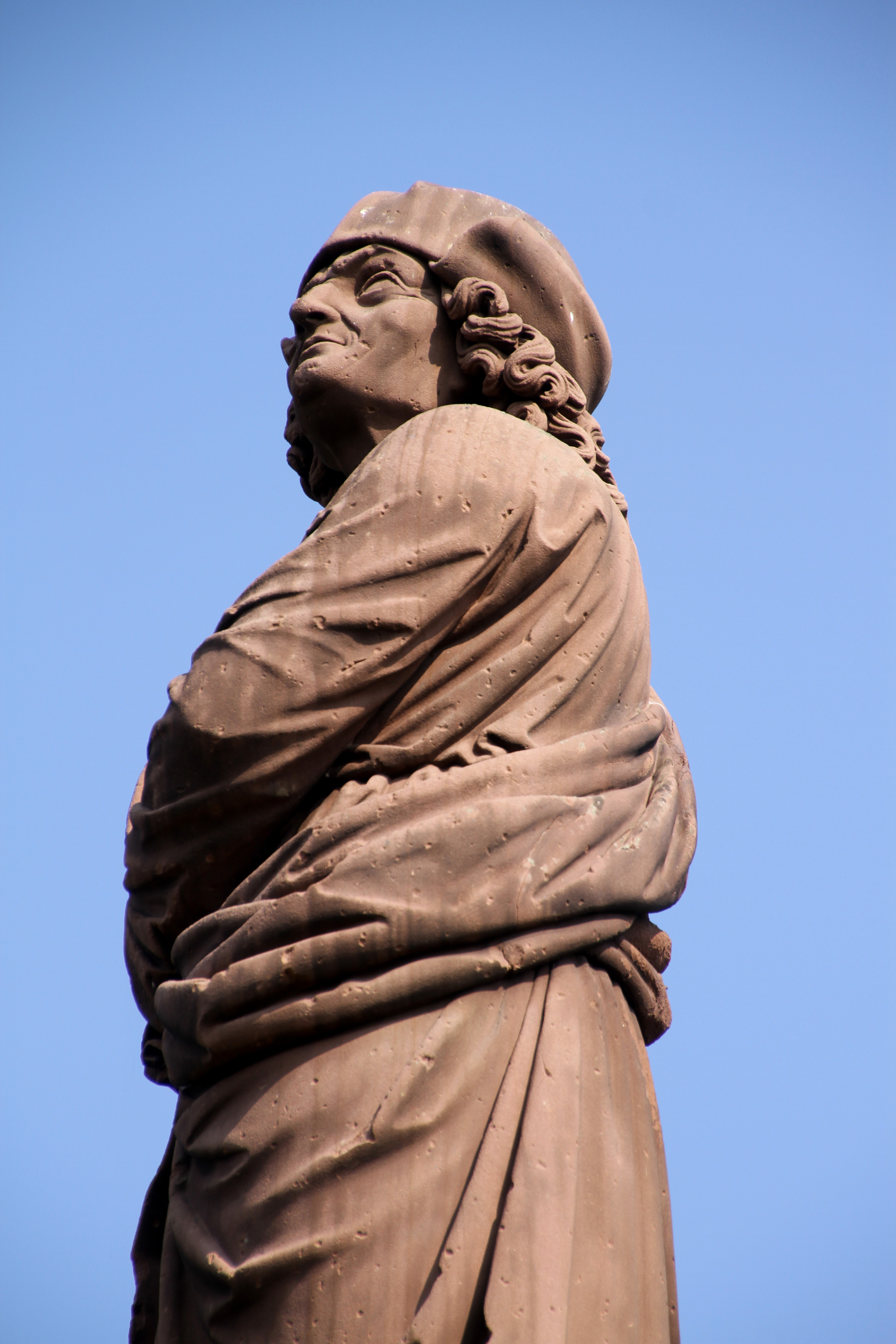
Erwin von Steinbach à Steinbach

### Construction de la légende littéraire
Dès le XVe siècle, des éléments légendaires commencèrent à être ajoutés au personnage d’Erwin. Peut-être inspirée par les inscriptions à son nom se trouvant dans la cathédrale, l’épigramme du portail central fit de lui Erwin « de Steinbach » et lui attribua, à tort, le mérite d’avoir débuté la construction du massif occidental. Au début du XVIe siècle, Jacques Wimpfeling extrapola à partir de cette inscription pour faire d’Erwin le bâtisseur de l’ensemble de la façade, y compris la tour et la flèche, d’autres, comme Bruschius, développèrent encore davantage le thème en faisant de lui non seulement un architecte, mais aussi un sculpteur, auteur de diverses sculptures de la cathédrale.
Ces informations furent ensuite diffusées par les estampes et guides à destination des voyageurs, qui les enrichirent encore davantage en attribuant parfois, et contre toute vraisemblance, l’ensemble de la cathédrale au ciseau d’Erwin. L’écho de cette production se retrouve par exemple au début du XVIIe siècle dans les récits de voyage du Tyrolien Ernstinger en 1606 ou de l’Anglais Thomas Coryate en 1608. Parallèlement, des auteurs comme Schilter ou Grandidier lui attribuèrent également tous les dessins de la façade qui étaient conservés à l’Œuvre Notre-Dame, en tant que concepteur de l’ensemble du projet.
Un personnage aussi grandiose ne pouvant s’être limité à la cathédrale de Strasbourg, les auteurs modernes commencèrent à lui attribuer la plupart des grands monuments de la région, L’Hermine en fit par exemple en 1681 l’auteur de la collégiale de Thann et de la cathédrale de Fribourg. Pour donner plus de relief à son histoire, il ajouta qu’après avoir construit ces édifices, Erwin eut les yeux crevés pour l’empêcher d’aller en France en construire de plus beaux.
En novembre 1772, Goethe fait paraître à Francfort un court texte intitulé Von Deutscher Baukunst (de) (De l'architecture allemande). Derrière ce titre se cache un hymne à la gloire de la cathédrale de Strasbourg (Goethe l'a visitée en 1771) et de son concepteur, Erwin de Steinbach, qui avive encore le mythe d’Erwin et contribue à le diffuser encore plus largement.

### La famille légendaire d’Erwin de Steinbach
La famille d’Erwin bénéficia également d’ajouts légendaires : outre les exploits attribués à ses fils, on lui inventa également une fille, Sabine, autour de laquelle Georges Jahn et Sophie La Roche construisirent à la fin du XVIIIe siècle une mythologie en faisant le pendant féminin d’Erwin de Steinbach.

### Erwin de Steinbach, fondateur de la franc-maçonnerie
Au XVIIIe siècle, Grandidier introduisit également l’idée qu’Erwin de Steinbach était un des fondateurs de la franc-maçonnerie, qui fut ensuite largement reprise par diverses Loges.

### Les représentations de la mythologie erwinienne
En l’absence de représentation clairement identifiée d’Erwin, les auteurs de l’époque moderne commencèrent par donner son nom à différentes statues de la cathédrale, notamment au buste d’homme accoudé en face du pilier des anges dans le transept sud ou à l’homme au cadran solaire se trouvant au sommet de l’octogone. Plus tard, au XIXe siècle, la même recherche fut étendue aux autres édifices qui lui étaient attribués, comme la cathédrale de Fribourg, où on fit d’une console de l’octogone un portrait d’Erwin.
Le double portail sud de la cathédrale est orné notamment d'une statue moderne d'Erwin von Steinbach tenant à la main un plan de la cathédrale, et de celle de sa fille Sabine. Les statues originales ont été réalisées en 1866 par Philippe Grass et se trouvent au Musée de l'Œuvre Notre-Dame.
Un buste d'Erwin von Steinbach, réalisé par Landolin Ohmacht, est exposé dans le Walhalla en Allemagne.
Le 28 septembre 1843, le sculpteur André Friederich demanda au maire de la ville de Steinbach, dans le Pays de Bade, l'autorisation de construire un monument au maître Erwin. Il se rendit ensuite à Steinbach où il acheta un terrain et y construisit le monument qui fut dévoilé, le 29 août 1844. Il porte l'inscription : « Dem Erbauer des Straßburger Münsters Erwin geboren zu Steinbach gestorben zu Straßburg MCCCXVIII (Au fondateur de la Cathédrale de Strasbourg, né à Steinbach, mort à Strasbourg en MCCCXVIII [1843]). » Il s'avéra plus tard que le monument avait été financé par la loge des Francs-maçons, qui voient en Erwin von Steinbach le fondateur de la loge des bâtisseurs de la cathédrale de Strasbourg, une organisation ne prenant ses ordres que du roi ou de l'empereur. Aux yeux des Francs-maçons, la confrérie fondée par Erwin von Steinbach serait l'une des racines de leur organisation.

## Œuvres

### Plans et dessins
- plan du narthex de la cathédrale de Strasbourg, dit dessin 15[20] ;
- Élévation de la façade de la cathédrale de Strasbourg, dit dessin D[21] ;
- palimpseste de Nuremberg, Germanisches Nationalmuseum de Nuremberg (HZ 3818)[22] ;
- Élévation de la travée centrale de la façade de la cathédrale de Strasbourg, dit dessin C (disparu, mais connu par une copie).
- Élévation de la travée centrale de la façade de la cathédrale de Strasbourg, dit dessin nº5 (attribution contestée)[22] ;

### Architecture
- Contribution à la façade de la cathédrale de Strasbourg ;
- Chapelle de la Vierge dans la cathédrale de Strasbourg (disparue, fragments conservés au Musée de l'Œuvre Notre-Dame ;
- Partie de la collégiale gothique de Wimpfen[23]
- Tour de la cathédrale de Fribourg-en-Brisgau[24]
- Chœur gothique de la cathédrale Saint-Étienne de Brisach[25]